# Риггер, Уоллингфорд
Уо́ллингфорд Константи́н Ри́ггер (англ. Wallingford Constantine Riegger; 29 апреля 1885, Олбани, Джорджия, США — 2 апреля 1961, Нью-Йорк, Нью-Йорк, США) — американский композитор, дирижёр, виолончелист и педагог.

## Биография
Родился в семье пианистки Иды Уоллингфорд и скрипача Константина Риггера. Начальное музыкальное образование получил у родителей. В 1905—1907 учился в Институте музыкальных исккусств (ныне Джульярдская школа) у Перси Гетшуса (композиция) и Альвина Шрёдера (виолончель), а с 1907 года — в Высшей школе музыки в Берлине у Макса Бруха и Э. Штильман-Келли (композиция), Роберта Хаусмана (виолончель). С 1910 года дирижировал симфоническим оркестром в Берлине; руководил театральными оркестрами во многих городах Германии. С 1917 года работал в США, преподавал классы виолончели и теоретических предметов в ВУЗах США: в Де-Мойне (1918—1922), Нью-Йорке (1924—1925), Итаке (1926—1928) и других городах. В 1956 году начинает преподавать в музыкальной школе при «Метрополитен-опера» в Нью-Йорке. Среди его учеников: Роберт Эшли, Мортон Фельдман и другие. Был членом Международного общества современных композиторов. С 1920-х годов начинает экспериментировать в области сонорики, а под влиянием музыки Арнольда Шёнберга — с додекафонией. Вместе со Львом Терменом работал над созданием электроинструментов. Наряду с Генри Коуэллом, Чарлзом Айвсом, Карлом Рагглсом и Джоном Беккером входил в «Американскую пятёрку» авангардных композиторов.

## Сочинения
- кантата «Беспощадная красавица» для 4-х голосов, хора и камерного оркестра / La belle dame sans merci (1923)
- кантата «Угасающий свет» для голоса с оркестра / The dying light (1954)
- кантата «Сонет Шекспира» для баритона, хора и оркестра
- кантата «Истинность песни» / In certainty of song (1950)
- симфония № 1 (1934)
- симфония № 2 (1946)
- симфония № 3 (1947)
- симфония № 4 (1957)
- симфониетта (1959)
- «Праздничная увертюра» / Festival overture (1957)
- рапсодия (1926)
- рапсодия (1931)
- «Дихотомия» (1932)
- Танцевальные ритмы / Dance rhythms (1955)
- «Музыка для оркестра» (1956)
- «Пятерной джаз» / Quinарlе jazz (1959)
- «Американский полонез» (1922)
- «Музыка для оркестра» (1950)
- «Траурный марш» (1945)
- «Дихотомия» для камерного оркестра (1932)
- «Сонористический этюд» на звучание для 10 скрипок / Study in sonority (1927)
- танцевальная сцена для фортепиано, барабанов и виолончели «Кандид» / Candide (1937)
- танцевальная сцена для фортепиано, барабанов и виолончели «Случайная история» / Case story (1937)
- танцевальная сцена для фортепиано, барабанов и виолончели «Отклонение» / Trend (1937)
- танцевальная сцена для фортепиано / Pilgrim's progress (1938)

## Награды
- 1924 — премия Кулидж (кантата «Беспощадная красавица»)